# 格雷文
格雷文（德語：Greven，發音：[ˈɡʁeːvn̩] ⓘ）是德国北莱茵-威斯特法伦州明斯特行政区施泰因富特县的城市，面积140.26平方千米，2023年12月31日人口为38,321人。

## 友好城市
格雷文与以下城市结为友好城市：
- 法國 蒙塔日（1968年）